# Hargitai Géza
Hargitai Géza (Budapest, 1958. június 5. – 2023. október 6. vagy előtte) Kossuth-díjas hegedűművész, a Bartók vonósnégyes és a Liszt Ferenc Kamarazenekar tagja.

## Pályafutása
Hegedűtanulmányait a Liszt Ferenc Zeneművészeti Főiskolán kezdte, már tízéves korában, 1980-ban diplomázott. Tanárai Kiss András, Szemjon Sznyitkovszkij és Kovács Dénes voltak. 
1980-tól 1982-ig a Postás Szimfonikus Zenekar, 1982-től 1992-ig a Magyar Állami Operaház koncertmestere volt. A Bartók vonósnégyeshez 1985-ben csatlakozott, második hegedűsként. 
1992 óta a Liszt Ferenc Zeneművészeti Egyetemen, a Vonós és húros hangszerek tanszékén tanított kamarazenét. A világ különböző országaiban tartott mesterkurzusokat. 2011-től a Liszt Ferenc Kamarazenekar tagja.

## Elismerések
A Bartók vonósnégyes tagjaként:
- 1986 – Bartók Béla–Pásztory Ditta-díj
- 1997 – Kossuth-díj
- 2007 – Weiner Leó-díj
- 2008 – A Magyar Köztársasági Érdemrend középkeresztje a csillaggal polgári tagozata
- 2009 – Prima díj